# Haßfurt
Haßfurt er en by i Bayern i Tyskland. Byen er hovedstad i Landkreis Haßberge og ligger ved floden Main. Den ligger cirka 20 km øst for Schweinfurt og 30 km nordvest for Bamberg, samt cirka 40 km nordøst for Würzburg.
Byen har 13.502 indbyggere (2006).